# 黄家村 (章丘市)
黄家村，中华人民共和国山东省济南市章丘市高官寨镇所辖的一个行政村。全行政村人口186户、698人(2005年)。耕地面积1486亩(2005年)。行政区划代码370181114236。